# Château d'Orlyé
Le château d'Orlyé (écrit également sous les formes Orlier, Orlyer) est une ancienne maison forte qui se dresse sur la commune de Seynod dans le département de la Haute-Savoie, en région Auvergne-Rhône-Alpes.

## Situation
Le château d'Orlyé est situé dans le département français de la Haute-Savoie sur la commune de Seynod, au village de Balmont.

## Historique
Selon le chanoine Coutin, au XIIe siècle un seigneur d'Orlyé teste en faveur de l'église de Balmont. En 1366, Amédée d'Orlyé accompagne le comte de Savoie Amédée VI dans son expédition en Orient. Celle-ci, initialement croisade contre les Turcs pour libérer la Grèce, se transforme en guerre contre les Bulgares qui ont fait prisonnier l'empereur de Constantinople son cousin Jean V Paléologue. Délivré, Amédée VI le rétablit sur son trône.
Entré chez les dominicains d'Annecy en 1445, Guillaume d'Orlyé, finira sa vie en ermite dans une grotte près d'Allèves. Jean d'Orlyé, son parent, entre chez les antonins et devient prieur du couvent d'Issenheim situé en Alsace. Il meurt au début du XVIe siècle.
La famille d'Orlyé, élevée au rang de marquis, possédait également une maison forte à Viuz-la-Chiesaz et la maison forte d'Orlyé, au hameau situé au sud d'Albens Quant à la seigneurie de la famille son centre était au château du Cengle à Allèves.

## Description
Le château d'Orlyé se présente aujourd'hui sous la forme d'un modeste bâtiment d'un étage sur rez-de-chaussée. À l'un de ses angles se dresse une tour ronde.